# 2019年6月伊斯坦堡市長選舉
2019年6月伊斯坦堡市長選舉在6月23日舉行。

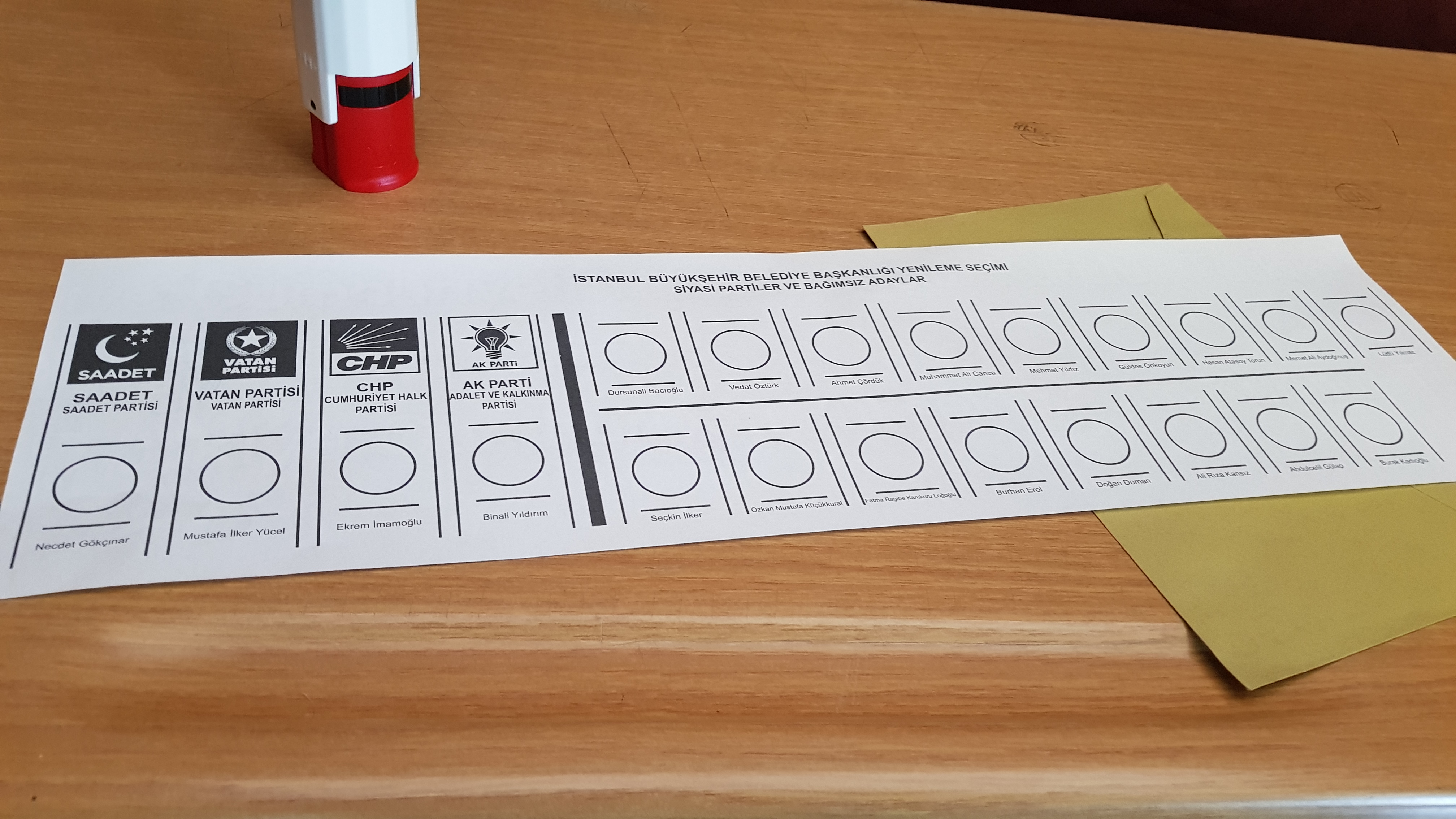
2019年6月伊斯坦堡市長選舉選票

## 背景
3月選舉結束後當晚，初步結果顯示人民聯盟的候選人比纳利·耶伊尔德勒姆以些微優勢領先對手－民族聯盟的埃克雷姆·伊馬姆奥盧。不過隨著優勢收窄，當局沒有再更新選舉結果並封鎖一切消息。根據最高選舉委員會，伊馬姆奥盧在4月1日中午時分超前耶伊尔德勒姆。兩名候選人都宣佈勝出選舉，其中伊斯坦堡多處在當晚凌晨出現印有耶伊尔德勒姆頭像和「感謝伊斯坦堡」等字的橫額。
耶伊尔德勒姆和他的正义与发展党宣佈將會尋求挑戰選舉結果，指出選舉出現違規和點票出錯等問題。正義與發展黨要求39個區重新點算所有選票，最終5個同意，另外34個則只點算無效票和白票。重點程序在選舉後16日的4月16日結束，顯示伊馬姆奥盧仍然領先，不過優勢由2萬3千票減至1萬4千票。
2019年5月6日星期一，最高選舉委員會召開會議並決定宣佈選舉無效，意味伊斯坦堡需要舉行新選舉以決定市長之位誰屬。委員會宣布決定之時正是齋戒月首日開齋飯開始前不足一小時，當時各家庭都聚在一起準備開齋，意味街上十分少人，可以避免反對派上街示威。
伊斯坦堡市長重選在2019年6月23日舉行，伊馬姆奥盧以54%得票率再次當選市長。

## 結果
| 政黨       | 政黨               | 候選人                                    | 得票           | %      | ±       |
| ---------- | ------------------ | ----------------------------------------- | -------------- | ------ | ------- |
|            | 共和人民黨         | 埃克雷姆·伊馬姆奥盧                       | 4,742,082      | 54.22  | ▲ 5.45% |
|            | 正义与发展党       | 比纳利·耶伊尔德勒姆                       | 3,936,068      | 45.00  | ▼ 3.61% |
|            | 幸福黨             | 內傑代特·郭千禮（Necdet Gökçınar）        | 47,832         | 0.55   | ▼ 0.66% |
|            | 爱国党             | 穆斯塔法·奕格·余齊（Mustafa İlker Yücel） | 13,962         | 0.16   | ▼ 0.02% |
|            | 無黨籍             | 所有無黨籍人士                            | 6,622          | 0.08   | -       |
| 有效票數   | 有效票數           | 有效票數                                  | 8,746,566      | 98.00  | -       |
| 無效票數   | 無效票數           | 無效票數                                  | 178,600        | 2.00   | -       |
| 投票率     | 投票率             | 投票率                                    | 8,925,166      | 84.44  | ▲ 0.54% |
| 已登記選民 | 已登記選民         | 已登記選民                                | 10,570,354     |        |         |
|            | 共和人民黨保住議席 | 共和人民黨保住議席                        | 得票率变化对比 | ▲ 9.38 |         |